# دموع بلا خطايا (فلم)
فيلم دموع بلا خطايا .
يتناول الفيلم قصة فتاة متزوجة من طبيب فقير ويعانيان من عدم الإنجاب؛ يتزوج هو سراً وينجب ابنا فترحل إلى اليونان وتتعرف برسام وتظن انه قد قام باغتصابها وهي سكرانة فتعود وهي حامل ولكن يتضح انها حامل من زوجها الطبيب وان الرسام لم يمسسها فتنجب طفلة وتعود إلى زوجها الطبيب.

## بطولة
- حسن يوسف
- شمس البارودي
- حسين فهمي
- ناهد جبر
- إسعاد يونس
- أمينة رزق
- علي الشريف
- منى عبد الله (في الزار)
- إبراهيم الشامي
- عبد الغني النجدي
- عواطف رمضان
- حسان اليماني
- عبد الحميد أنيس
- شوشو أمين
- أميمة سليم
- ميرفت كاظم
- عبد العزيز أبو الليل

## روابط خارجية
- مقالات تستعمل روابط فنية بلا صلة مع ويكي بيانات